# Hyposoter placidus
Hyposoter placidus är en stekelart som först beskrevs av Desvignes 1856.  Hyposoter placidus ingår i släktet Hyposoter och familjen brokparasitsteklar. Inga underarter finns listade i Catalogue of Life.